# 엠마 톰슨
엠마 톰슨(영어: Dame Emma Thompson 에마 톰프슨[*], DBE, 1959년 4월 15일 ~ )은 잉글랜드의 배우이다. 런던에서 태어났으며, 1977년 케임브리지 대학교에서 입학하여 영문학을 전공하였다.

## 출연작 목록

### 영화
| 연도 | 제목                                   | 원제                                          | 배역                       | 비고                     |
| ---- | -------------------------------------- | --------------------------------------------- | -------------------------- | ------------------------ |
| 1989 | 헨리 5세                               | Henry V                                       | 발루아의 캐서린            |                          |
| 1989 | 더 톨 가이                             | The Tall Guy                                  | 케이트 레먼                |                          |
| 1991 | 환생                                   | Dead Again                                    | 그레이스 / 마거릿 스트로스 |                          |
| 1991 | 소팽의 연인                            | Impromptu                                     | 클로데트                   |                          |
| 1992 | 하워즈 엔드                            | Howards End                                   | 마거릿 슐레겔              | 아카데미 여우주연상 수상 |
| 1992 | 피터의 친구들                          | Peter's Friends                               | 매기 체스터                |                          |
| 1993 | 헛소동                                 | Much Ado About Nothing                        | 베아트리체                 |                          |
| 1993 | 남아있는 나날                          | The Remains of the Day                        | 켄턴양                     |                          |
| 1993 | 아버지의 이름으로                      | In the Name of the Father                     | 개러스 피어스              |                          |
| 1994 | 주니어                                 | Junior                                        | 다이애나 레딘              |                          |
| 1995 | 캐링턴                                 | Carrington                                    | 도라 캐링턴                |                          |
| 1995 | 센스 앤 센서빌리티                     | Sense and Sensibility                         | 엘리너 대시우드            | 각본을 겸함              |
| 1997 | 윈터 게스트                            | The Winter Guest                              | 프랜시스                   |                          |
| 1998 | 프라이머리 컬러스                      | Primary Colors                                | 수전 스탠턴                |                          |
| 1998 | 주다스 키스                            | Judas Kiss                                    | 세이디 호킨스              |                          |
| 2000 | 메이비 베이비                          | Maybe Baby                                    | 드루실라                   |                          |
| 2002 | 보물성                                 | Treasure Planet                               | 캡틴 아멜리아              | 애니메이션               |
| 2003 | 실종: 충격적 사실들                    | Imagining Argentina                           | 세실리아                   |                          |
| 2003 | 러브 액츄얼리                          | Love Actually                                 | 캐런                       |                          |
| 2004 | 해리 포터와 아즈카반의 죄수            | Harry Potter and the Prisoner of Azkaban      | 시빌 트릴로니              |                          |
| 2005 | 내니 맥피: 우리 유모는 마법사          | Nanny McPhee                                  | 내니 맥피                  | 각본을 겸함              |
| 2006 | 스트레인저 댄 픽션                     | Stranger than Fiction                         | 캐런 아이플                |                          |
| 2007 | 해리 포터와 불사조 기사단              | Harry Potter and the Order of the Phoenix     | 시빌 트릴로니              |                          |
| 2007 | 나는 전설이다                          | I Am Legend                                   | 앨리스 크리핀 박사         |                          |
| 2008 | 다시 찾은 브라이즈헤드                 | Brideshead Revisited                          | 마치메인 여사              |                          |
| 2008 | 하비의 마지막 로맨스                   | Last Chance Harvey                            | 케이트 워커                |                          |
| 2009 | 언 애듀케이션                          | An Education                                  | 교장                       |                          |
| 2009 | 락앤롤 보트                            | The Boat That Rocked                          | 샬럿                       |                          |
| 2010 | 내니 맥피 2: 유모와 마법소동           | Nanny McPhee and the Big Bang                 | 내니 맥피                  | 각본을 겸함              |
| 2011 | 해리 포터와 죽음의 성물 2부            | Harry Potter and the Deathly Hallows – Part 2 | 시빌 트릴로니              |                          |
| 2012 | 맨 인 블랙 3                           | Men in Black 3                                | O 요원                     |                          |
| 2012 | 메리다와 마법의 숲                     | Brave                                         | 엘리너 여왕                | 애니메이션               |
| 2013 | 뷰티풀 크리처스                        | Beautiful Creatures                           | 링컨 부인                  |                          |
| 2013 | 세이빙 MR.뱅크스                       | Saving Mr. Banks                              | P. L. 트래버스             |                          |
| 2013 | 러브 펀치                              | The Love Punch                                | 케이트 존스                |                          |
| 2014 | 맨, 우먼 & 칠드런                      | Men, Women & Children                         | 내레이션                   |                          |
| 2014 | 에피 그레이                            | Effie Gray                                    | 이스트레이크 여사          |                          |
| 2015 | 나를 부르는 숲                         | A Walk in the Woods                           | 캐서린 브라이슨            |                          |
| 2015 | 더 롱 미드나잇 오브 바니 톰슨          | The Legend of Barney Thomson                  | 세몰리나                   |                          |
| 2015 | 더 셰프                                | Burnt                                         | 로스하일드 박사            |                          |
| 2016 | 얼론 인 베를린                         | Alone in Berlin                               | 애나 퀑글                  |                          |
| 2016 | 브리짓 존스의 베이비                   | Bridget Jones's Baby                          | 롤링 박사                  | 각본을 겸함              |
| 2017 | 미녀와 야수                            | Beauty and the Beast                          | 포츠 부인                  | 촬영중                   |
| 2017 | 씨 소로우                              | Sea Sorrow                                    | 실비아 팽크허스트          | 다큐멘터리               |
| 2017 | 마이어로위츠 이야기 (제대로 고른 신작) | The Meyerowitz Stories                        | 모린                       |                          |
| 2017 | 칠드런 액트                            | The Children Act                              | 피오나 메이                |                          |
| 2018 | 킹 리어                                | King Lear                                     | 고너릴                     | TV 영화                  |
| 2018 | 쟈니 잉글리쉬 3                        | Johnny English Strikes Again                  | 영국 총리                  |                          |
| 2019 | 레이트 나이트                          | Late Night                                    | 캐서린 뉴베리              |                          |
| 2019 | 잃어버린 세계를 찾아서                 | Missing Link                                  | 예티 여왕                  | 애니메이션               |
| 2019 | 맨 인 블랙: 인터내셔널                 | Men in Black: International                   | O 요원                     |                          |
| 2019 | 하우 투 빌드 어 걸                     | How to Build a Girl                           | 어맨다 왓슨                |                          |
| 2019 | 라스트 크리스마스                      | Last Christmas                                | 페트라 안드리치            | 각본, 제작을 겸함        |
| 2020 | 닥터 두리틀                            | Dolittle                                      | 폴리네시아                 | 목소리 출연              |
| 2021 | 크루엘라                               | Cruella                                       | 폰 헬만 남작부인           |                          |
| 2022 | 굿 럭 투 유, 리오 그랜드               | Good Luck to You, Leo Grande                  | 낸시 스톡스 / 수전 로빈슨  |                          |
| 2022 | 로알드 달의 뮤지컬 마틸다              | Roald Dahl's Matilda the Musical              | 미스 애거사 트런치불       |                          |
| 2025 | 브리짓 존스의 일기: 뉴 챕터            | Bridget Jones: Mad About the Boy              | 닥터 롤링                  |                          |

### 텔레비전 드라마
| 연도 | 제목             | 원제              | 배역            | 비고                                   |
| ---- | ---------------- | ----------------- | --------------- | -------------------------------------- |
| 1984 | 젊은이들         | The Young Ones    | 미스 머니스털링 | "Bambi" 에피소드                       |
| 1987 | 투티 프루티      | Tutti Frutti      | 수지 케틀스     | 미니시리즈                             |
| 1987 | 포춘스 오브 워   | Fortunes of War   | 해리엇 프링글   | 미니시리즈                             |
| 1992 | 치어스           | Cheers            | 너넷 구스만     | "One Hugs, the Other Doesn't" 에피소드 |
| 2013 | 미국의 천사들    | Angels in America | 에밀리          | 미니시리즈                             |
| 2017 | 업스타트 크로    | Upstart Crow      | 엘리자베스 1세  |                                        |
| 2019 | 이어즈 앤 이어즈 | Years and Years   | 비비엔 룩       | 미니시리즈                             |

## 상훈

### 수상 경력
- 1987년 BAFTA 텔레비전 시상식 여우주연상
- 1992년 캔자스시티 영화 비평가 협회 여우주연상
- 1992년 남동부 영화 비평가 협회 여우주연상
- 1992년 댈러스-포트워스 영화 비평가 협회 여우주연상
- 1992년 제13회 보스턴 영화 비평가 협회 여우주연상
- 1992년 제5회 시카고 영화 비평가 협회 여우주연상
- 1992년 제57회 뉴욕 영화 비평가 협회 여우주연상
- 1993년 다비드 디 도나텔로 시상식 외국여자배우상
- 1993년 제64회 전미 비평가 위원회 여우주연상
- 1993년 제50회 골든 글로브 시상식 드라마부문 여우주연상
- 1993년 제27회 전미 비평가 협회 여우주연상
- 1993년 제18회 로스앤젤레스 영화 비평가 협회 여우주연상
- 1993년 제46회 BAFTA 영화 시상식 여우주연상
- 1993년 제65회 아카데미 여우주연상
- 1993년 제13회 런던 영화 비평가 협회 영국각본상
- 1993년 이브닝 스탠다드 브리티시 필름 어워즈 여우주연상
- 1993년 캔자스시티 영화 비평가 협회 여우조연상
- 1993년 캔자스시티 영화 비평가 협회 여우주연상
- 1994년 다비드 디 도나텔로 시상식 외국여자배우상
- 1994년 이브닝 스탠다드 브리티시 필름 어워즈 여우주연상
- 1995년 제16회 보스턴 영화 비평가 협회 각본상
- 1995년 어워즈 서킷 커뮤니티 어워즈 각색상
- 1995년 텍사스 영화 비평가 협회 각색상
- 1995년 텍사스 영화 비평가 협회 여우주연상
- 1995년 제60회 뉴욕 영화 비평가 협회 각본상
- 1996년 제67회 전미 비평가 위원회 여우주연상
- 1996년 제1회 크리틱스 초이스 시상식 각본상
- 1996년 제48회 미국 작가 조합상 각색상
- 1996년 제53회 골든 글로브 시상식 각본상
- 1996년 제21회 로스앤젤레스 영화 비평가 협회 각본상
- 1996년 제49회 BAFTA 영화 시상식 여우주연상
- 1996년 제68회 아카데미 각색상
- 1997년 이브닝 스탠다드 브리티시 필름 어워즈 각본상
- 1997년 제54회 베네치아 국제 영화제 파시네티 어워드 여우주연상
- 1998년 제50회 에미상 코미디부문 여우게스트상
- 2001년 바야돌리드 국제 영화제 여우주연상
- 2001년 온라인 영화 & 텔레비전 협회(Online Film & Television Association) TV미니시리즈부문 각본상
- 2003년 뉴욕 우먼 인 필름 & 텔레비전 시상식 뮤즈상
- 2004년 제24회 런던 영화 비평가 협회 영국여우조연상
- 2004년 제9회 엠파이어 시상식 영국여우주연상
- 2004년 이브닝 스탠다드 브리티시 필름 어워즈 여우주연상
- 2009년 여성 영화 비평가 협회 특별상
- 2009년 AARP 시상식 베스트 그로운업 러브스토리상
- 2013년 라스베이거스 영화 비평가 협회 여우주연상
- 2013년 여성 영화 비평가 협회 평생공로상
- 2014년 제85회 전미 비평가 위원회 여우주연상
- 2014년 제19회 엠파이어 시상식 여우주연상
- 2014년 영국 독립 영화 시상식 리처드 해리스상
- 2015년 BAFTA 스코틀랜드 시상식 영화부문 여우주연상

### 서훈
- 2018년 대영 제국 훈장 2등급(DBE, 작위급 훈장)[1]